# تونل موفات

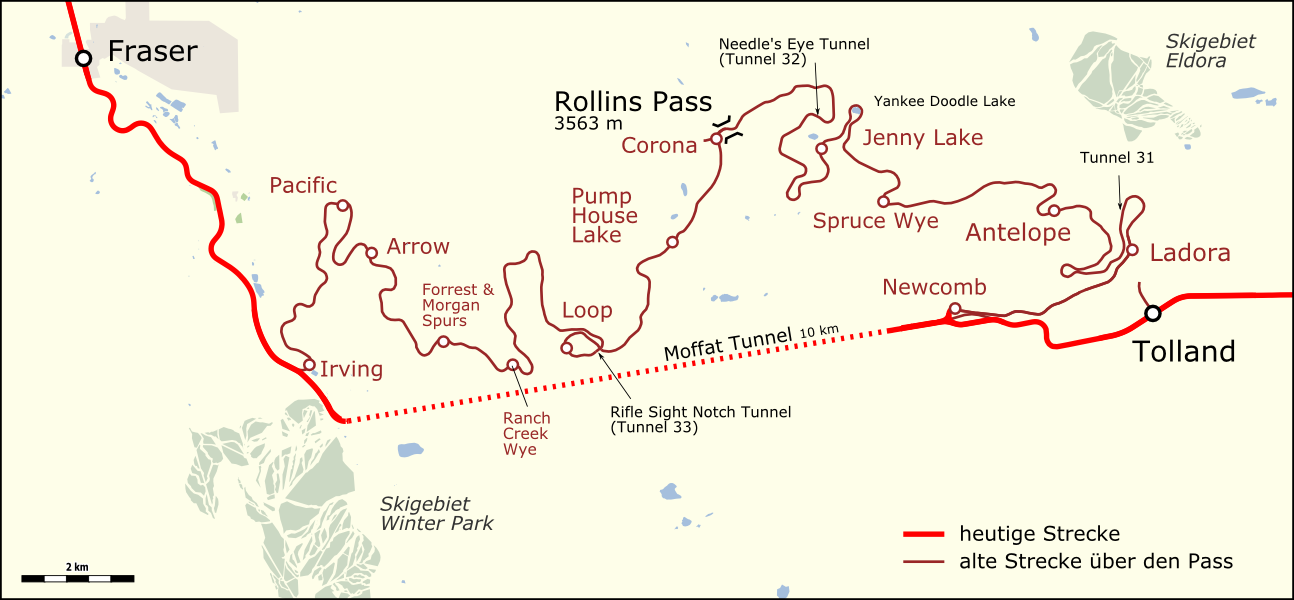
نقشه تونل موفات و مسیر قدیمی راه‌آهن

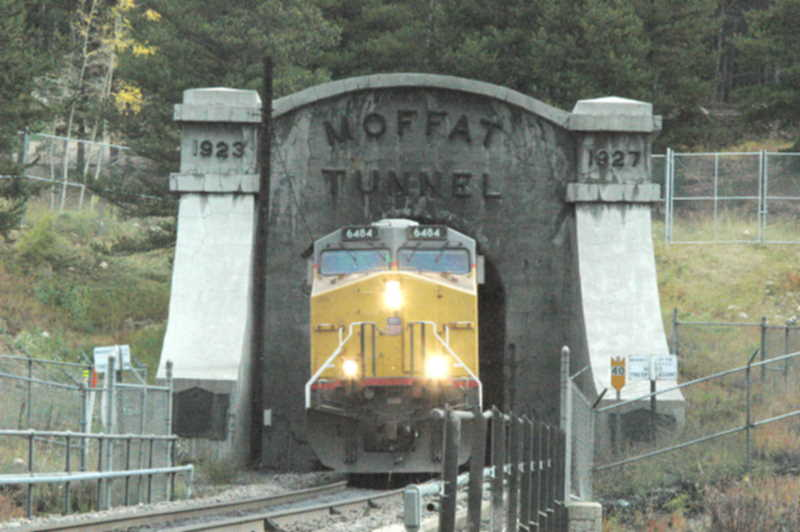
ورودی غربی تونل

تونل موفات (انگلیسی: Moffat Tunnel) یک تونل راه‌آهن در کلرادو، ایالات متحده آمریکا است.
این تونل که مابین سال‌های ۱۹۲۳ تا ۱۹۲۷ ساخته شده در ۸۰ کیلومتری شهر دنور و ۱۶ کیلومتری شهرک رولینزویل قرار دارد، تونل موفات دارای ۱۰ کیلومتر طول، ۷٫۳ متر ارتفاع و ۵٫۵ متر طول است.

## نگارخانه

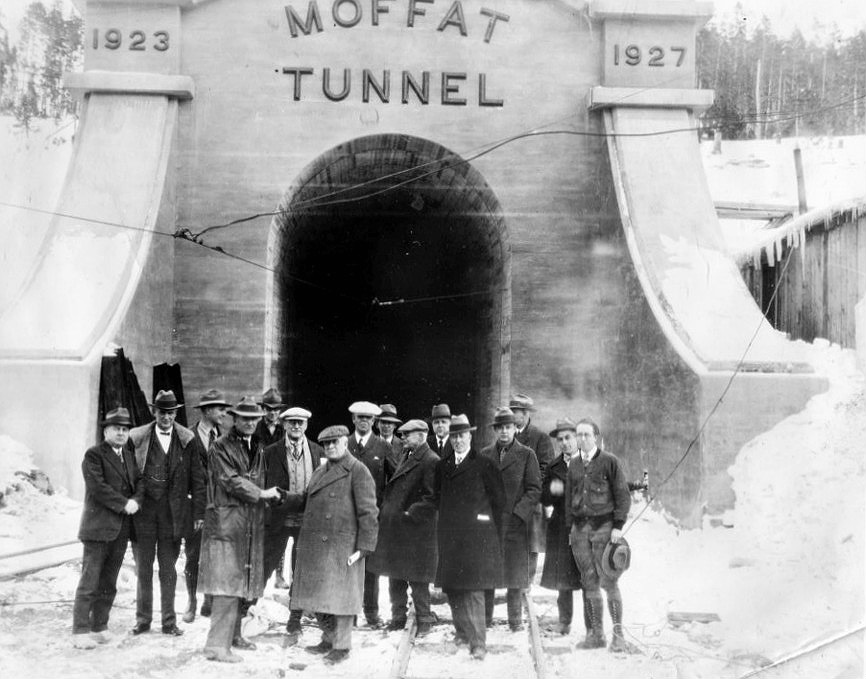
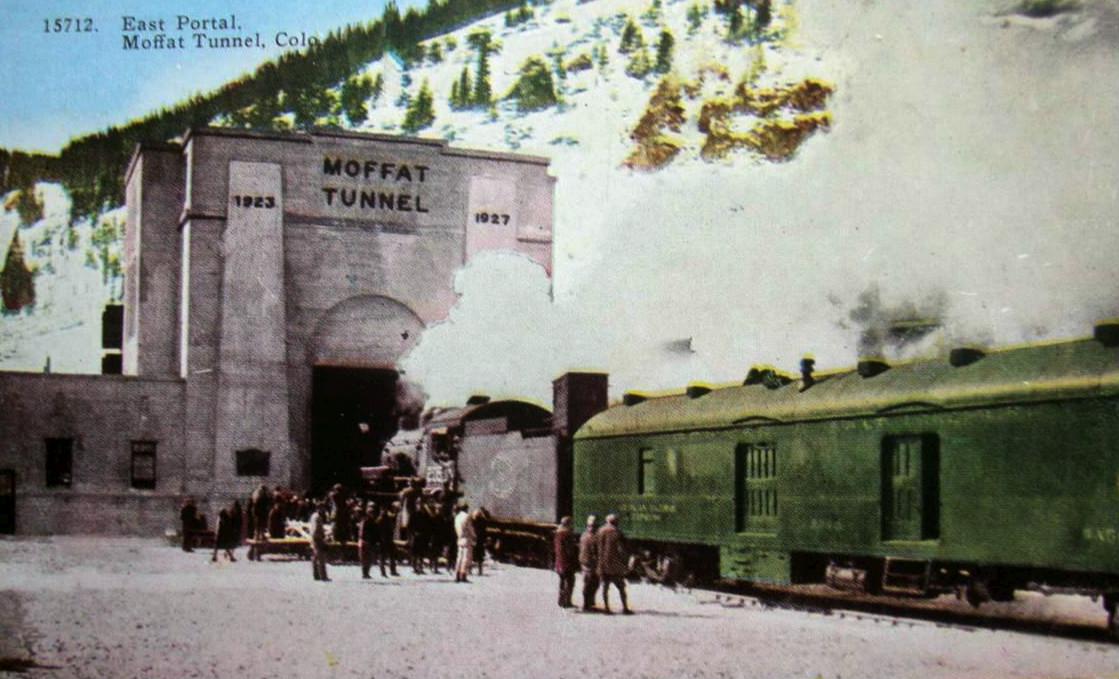
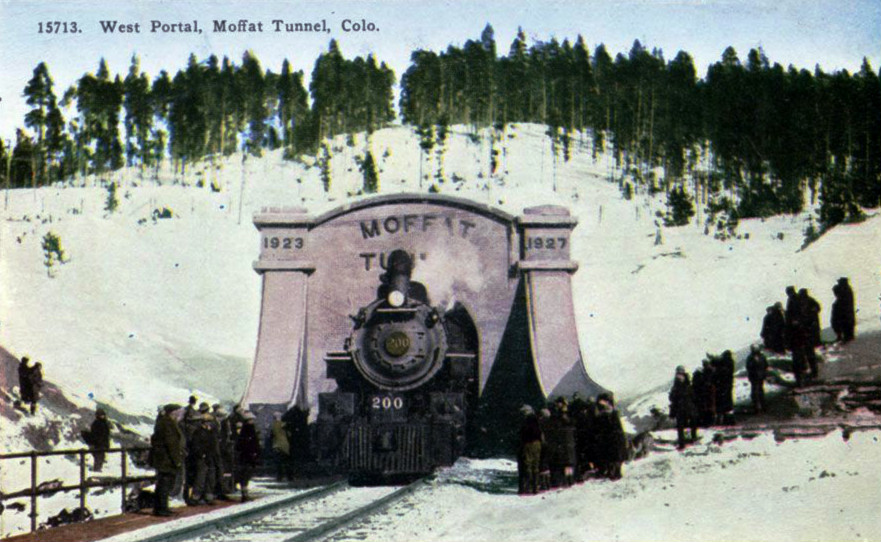
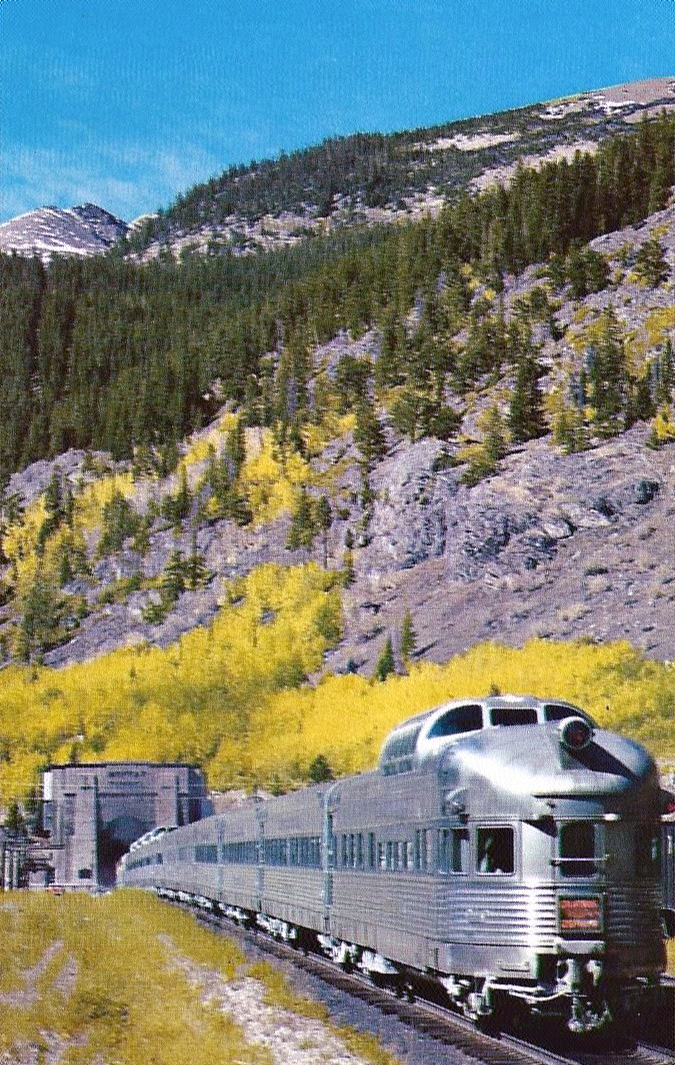
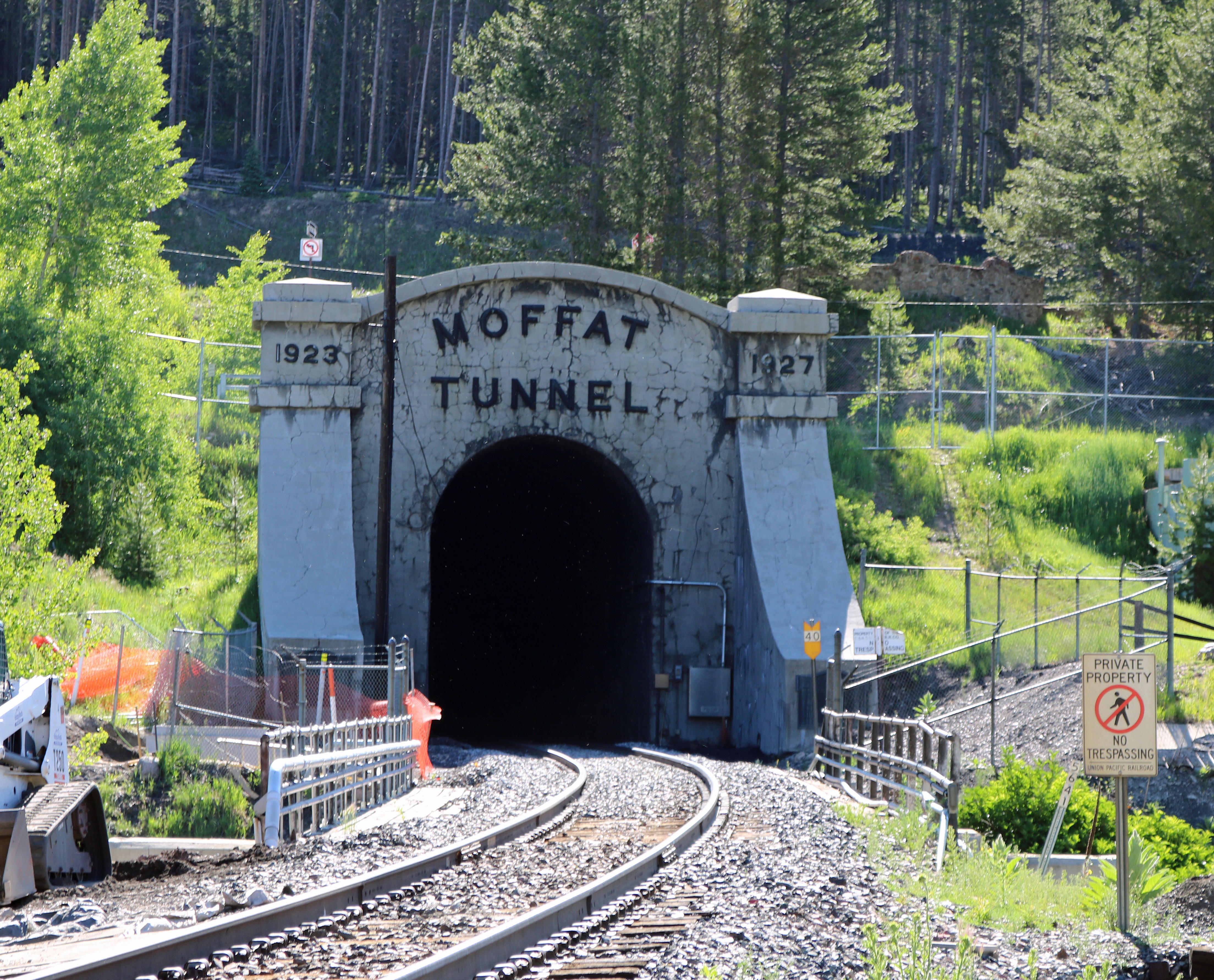
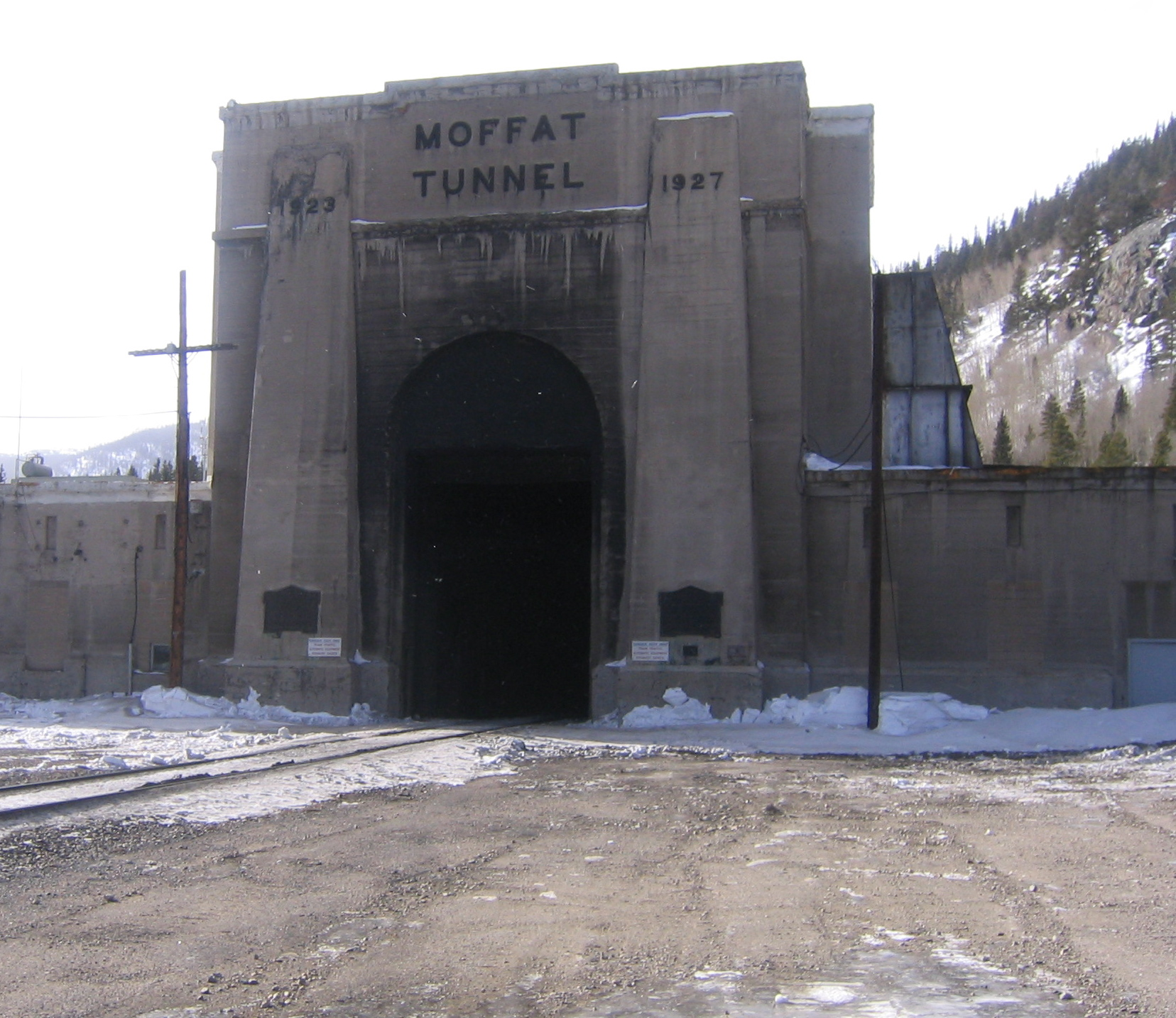